# Омерос
«Омерос» (англ. Omeros) — эпическая поэма Дерека Уолкотта, иногда считающаяся его основным произведением. Издана в 1990 году. На русский язык полностью не переведена, существует лишь перевод нескольких фрагментов, выполненный Аллой Шараповой.

## Описание
Поэма написана нерифмованной строфой, напоминающей терцины. Состоит из трёх книг, каждая из которых делится на главы. Всего в поэме 64 главы. Каждая глава состоит из трёх частей.
Поэма представляет приблизительное изложение Одиссеи Гомера, перенесённой из Средиземного моря в Карибское. Текст полон аллюзиями на текст Гомера, начиная с названия поэмы и имён основных героев: рыбаки Ахилл, Гектор, нищий Филоктет, красавица служанка Елена.
Действие начинается линейно и поначалу происходит в Сент-Люсии, но затем разбивается на множество сюжетных ветвей, действие части которых происходит в Африке, США и даже Нидерландах XVII века. Протагонистами поэмы являются Ахилл и отставной майор Планкетт, хотя часть текста идёт от третьего лица, а часть от первого. Место действия и сюжетная линия могут меняться даже в пределах одной главы, между различными её частями.
Основные сюжетные линии таковы:
- Соперничество Ахилла и Гектора за Елену и гибель Гектора, который погибает в автокатастрофе.
- История майора Планкетта и его жены Мод, которые после войны выбрали местом жительства Сент-Люсию и должны были приспособиться к её стилю жизни. Во время действия первой линии они оба уже являются стариками; в поэме описывается смерть Мод.
- Линия, связанная с рассказчиком, который повествует о своих путешествиях.

Линии сюжетно пересекаются. Так, Елена некоторое время работает служанкой у Планкетта, а рассказчик знаком с Ахиллом и Гектором.

## Текст
- Derek Walcott, Omeros. Farrar, Straus and Giroux, 1992, ISBN 978-0-374-52350-3
- Раны и корни. Избранные переводы Аллы Шараповой. С комментарием переводчика